# Strój raciborski
Strój raciborski – jeden ze śląskich strojów ludowych, spotykany na obszarze powiatu raciborskiego, głubczyckiego, części rybnickiego i wodzisławskiego, a także części Śląska Opawskiego, głównie w okolicach Hluczyna.
Raciborski strój ludowy w zasadniczych elementach tożsamy jest z ogólną grupą strojów śląskich. Największe było podobieństwo do strojów pszczyńskich, a także rybnickich. Specyficzna dla regionu raciborskiego była ciemna tonacja stroju, wyrażana przez niego powaga i majestat. Nawiązywał on do zachodnich strojów mieszczańskich. Najbardziej charakterystycznym elementem raciborskiego stroju były tzw. szatki, kolorowe, zdobione wzorami cienkie wełniane chusty zakładane na ramiona. Inną cechą charakterystyczną były kwiatowe aplikacje na kaftanach.
Raciborski strój ludowy rozwinął się w XIX wieku, na co miał wpływ wzrost zamożności wsi. W stroju z tego okresu charakterystyczne dla odzienia były tzw. szpyndzery, krótkie, dopasowane kaftany sięgające talii, szyte z atłasu zdobionego wzorami. Miały długie, bufiaste i podszywane watą rękawy, zwężające się ku mankietom. Zapinane były z przodu na haftki oraz dużą klamrę. Dekolty, zakończone szerokimi kołnierzami z frędzlami miały kształt trójkąta. Szerokie spódnice, zwane mazelonkami, kieckami bądź sukniami uszyte były z cienkich, wełnianych materiałów. Charakterystyczne w ich wyglądzie były karbowane falbany (tzw. tolkrouzy). Nierzadko spódnice były marszczone w pasie oraz przyszywane do płóciennego stanika. Młode dziewczyny nosiły tzw. glorki, czyli spódnice z tafty, do których doszywane były płócienne staniki. Na spódnice nakładane były fartuchy, lekko marszczone i wszywane w przechodzącą w troki obszewkę, szyte ze wzorzystych, brokatowych tkanin, zdobione najczęściej wzorami kwiatowymi. Długością były równe, lub też nieco krótsze od spódnicy, barwą współgrały z resztą stroju. Typowymi elementami były również czepce oraz kolorowe chusty z jedwabnymi frędzlami, tzw. szatki. Zwieńczeniem stroju były czarne pończochy oraz buty na słupkowych obcasach, sznurowane lub też zapinane na pasek.
W następnym stuleciu strój raciborski przeszedł wiele zmian. Na początku XX wieku noszone dotąd kaftany (tzw. szpyndzery) zostały zastąpione dłuższymi i charakteryzującymi się innym krojem jaklami. Po I wojnie światowej spódnice z karbowanymi falbanami zastąpiono dłuższymi i szerszymi, suto marszczonymi lub plisowanymi, wszytymi w wąską obszewkę w pasie i wykańczanymi na dole czarną tasiemką. Były wykonane z atłasu z wytłaczanym jednobarwnym wzorem roślinnym. Zrezygnowano także z noszenia czepców, na rzecz wełnianych i rypsowych chust. W ostatnim czasie strój ludowy Raciborszczyzny stopniowo zanika, dziś można się z nim spotkać głównie podczas występów zespołów folklorystycznych oraz w raciborskim muzeum, które posiada bogatą kolekcję zbiorów.
Omawiając raciborski strój ludowy mamy na względzie przede wszystkim stroje kobiece, gdyż męski strój ludowy podobny był na całym Śląsku, ponadto pod koniec XIX wieku został zastąpiony przez strój miejski.